# Chenanisaurus barbaricus
Chenanisaurus barbaricus ("lagarto de las minas de Sidi Chennanees de la costa de Berbería") la única especie conocida del género extinto Chenanisaurus de  dinosaurio terópodo abelisáurido, que vivió a finales del período Cretácico, hace aproximadamente entre 68 y 66 millones de años, durante la época del Maastrichtiense, en lo que hoy es África. Solo conocido a partir de un holotipo  que consiste en un dentario parcial, cuatro dientes y algunos dientes aislados que se le atribuyen.

## Descripción

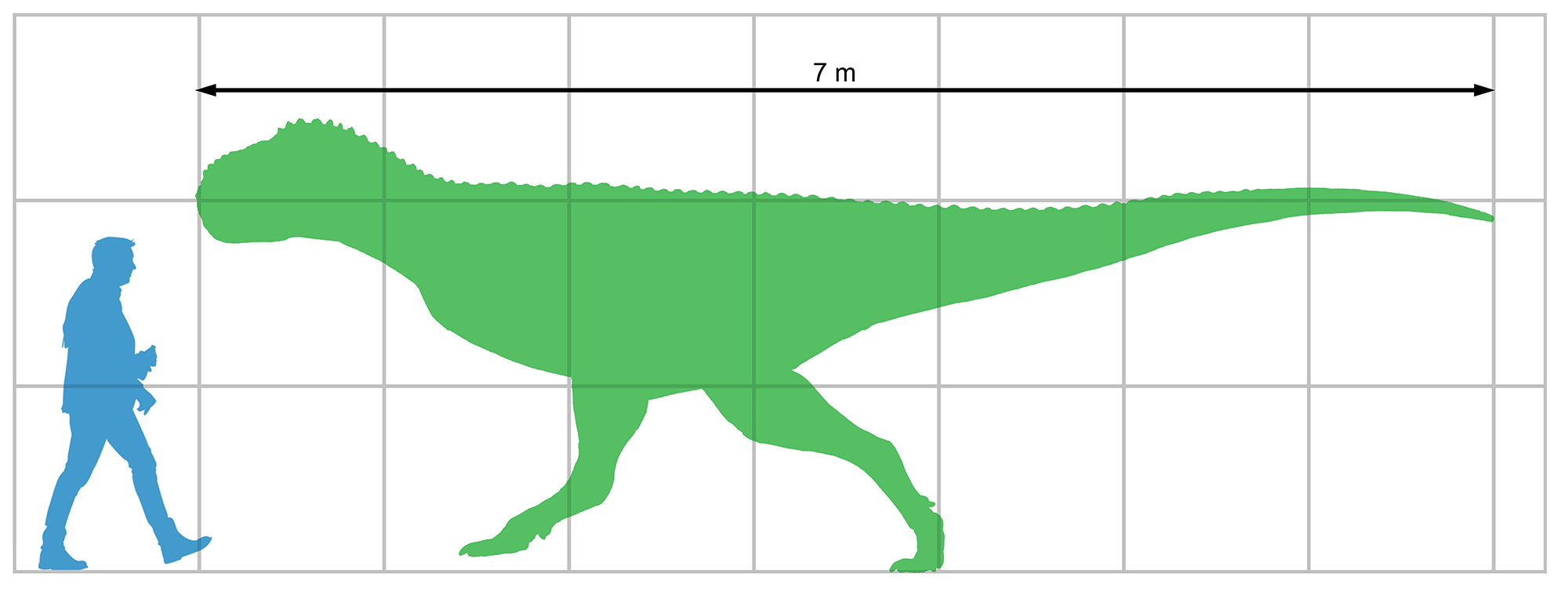
Tamaño de Chenanisaurus barbaricus comparado con un humano.

Chenanisaurus es un gran abelisáurido, que mide entre 7 a 8 metros, basado en mediciones del holotipo dentario, superado o rivalizando en tamaño solo por abelisáuridos mejor conocidos como Carnotaurus y Pycnonemosaurus. Nicholas R. Longrich y sus colegas, los descriptores de Chenanisaurus, pudieron establecer algunas características distintivas. La mandíbula inferior es alta, mientras que el dentario está doblado en la vista lateral. El surco lateral y los forámenes asociados se encuentran en la parte superior de la superficie externa del dentario. El margen anterodorsal del dentario está curvado hacia abajo. La sínfisis de las mandíbulas inferiores está muy desarrollada, mientras que el borde anterior es vertical en la vista lateral. Las puntas de la mandíbula frontal son anchas en la vista en planta, encontrándose en un ángulo obtuso.
La característica más llamativa de la mandíbula es la altura extrema, especialmente cuando se compara con los dientes relativamente cortos. Esto parece indicar que la mandíbula también es muy corta, con una constitución aún más extrema que la observada en el género relacionado Carnotaurus. La mandíbula se flexiona hacia adelante para terminar en un punto profundo sin punta. En la parte trasera hay un surco alto y profundo con una hilera de agujeros que se abren hacia la parte superior en una serie de surcos verticales. La posición alta es una característica basal. El lado inferior exterior muestra una ornamentación de pozos y crestas entretejidas. Las placas interdentales delanteras son muy altas pero bajan rápidamente hacia la parte posterior de la mandíbula. Las inserciones dentales son rectangulares en la vista superior. La mandíbula lleva al menos diez dientes. Estos son relativamente delgados, pero los dientes frontales tienen una sección transversal en forma de D con la convexidad hacia afuera; los dientes posteriores tienen forma de daga y son más aplanados. Los bordes cortantes son convexos y muestran hasta trece dentículos por cinco milímetros en la base de la corona, y hasta ocho dentículos cerca del ápice. Tienen pequeños surcos de sangre. El esmalte tiene una estructura irregular sin una ornamentación clara.

## Descubrimiento e investigación
El holotipo está etiquetado como OCP DEK-GE 772. Dientes individuales recogidos del área circundante, dos dientes premaxilares etiquetados como OCP DEK-GE 457 y DEK-GE 458 y el diente maxilar WDC-CCPM-005 ya descrito en 2005, fueron referidos a Chenanisaurus debido a su similitud con los dientes del holotipo. Chenanisaurus debe su nombre a las minas de Sidi Chennane, donde se descubrió y su nombre específico de barbaricus se traduce como "bárbaro" y se refiere a la región de Berbería.
Se informa que el espécimen tipo proviene de un terreno de finales de Maastrichtiense, nombrado como Couche III en Sidi Chennane. El color blanco pálido del hueso y el color de la matriz asociada son consistentes con la preservación observada en otros materiales recuperados de esta localidad. Los dientes premaxilares aislados provienen del Maastrichtiense superior en Couche III de Sidi Daoui. El diente maxilar es de procedencia desconocida, pero probablemente provenga de Sidi Chennane o Sidi Daoui. Todos los especímenes provienen de la Cuenca de Ouled Abdoun, Marruecos, Norte de África.

## Clasificación
En 2017 se clasificó a Chenanisaurus en la familia Abelisauridae en una posición basal por fuera de las subfamilias Abelisaurinae y Carnotaurinae . Aunque se asemeja a los carnotaurinos en ciertos aspectos de la morfología de la mandíbula, Chenanisaurus puede pertenecer a un grupo aún no descrito de abelisáuridos únicos de África. Solo más investigaciones determinarán las verdaderas relaciones de esta especie. Aunque se asemeja a los carnotaurinos sudamericanos por tener una mandíbula profunda y arqueada, el análisis filogenético sugiere que Chenanisaurus puede representar un linaje de abelisáuridos que es distinto de los descritos anteriormente en el último Cretácico de América del Sur, India-Madagascar y Europa, en consonancia con el la hipótesis de que la fragmentación de Gondwana llevó a la evolución de faunas de dinosaurios endémicas durante el Cretácico Superior.

## Paleobiología

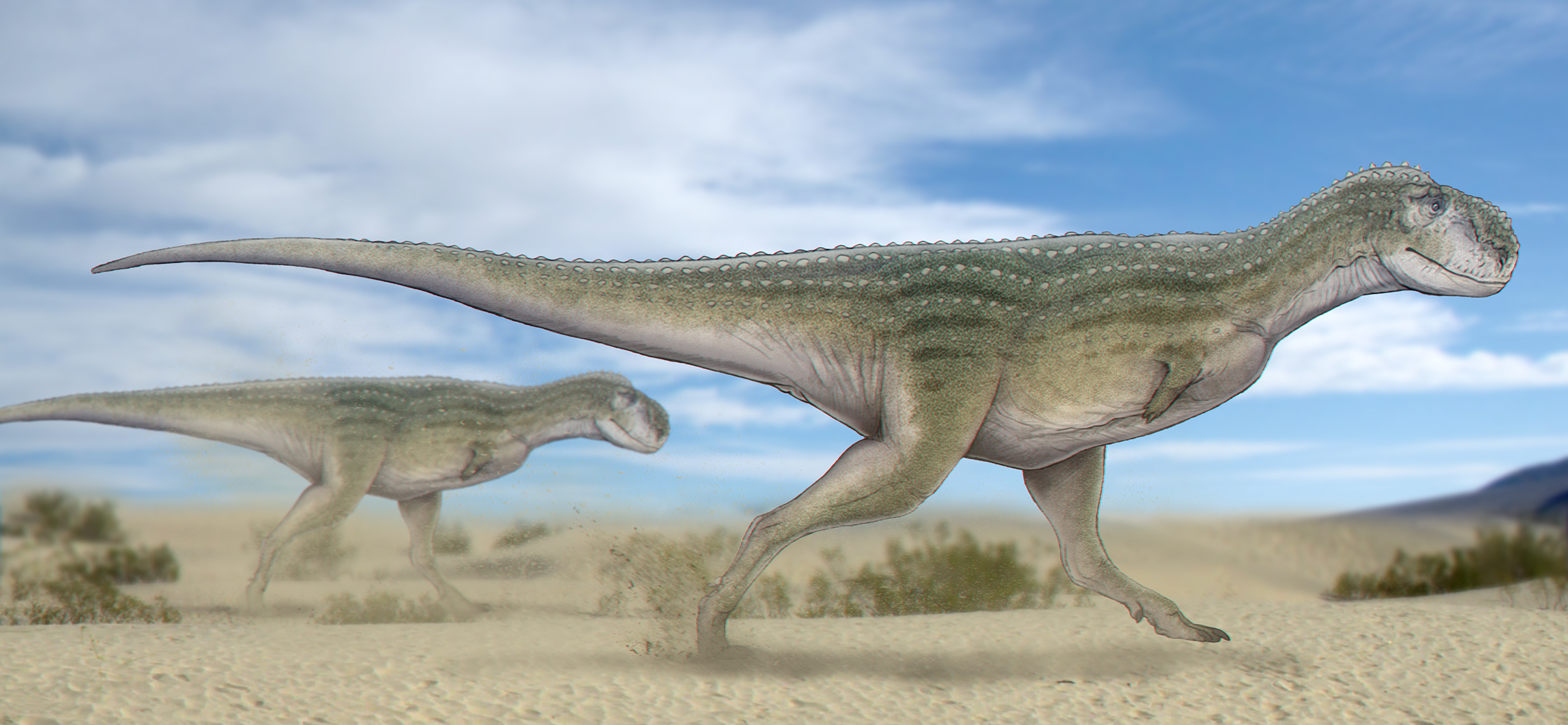
Chenanisaurus

Chenanisaurus era un depredador, como otros abelisáuridos. Dado su tamaño, podría haber cazado presas relativamente grandes. La cabeza corta y las mandíbulas que este abelisáurido tenía junto con dientes frontales altos y sólidos, se explican como una adaptación como una táctica de caza especial del animal, con mandíbulas abiertas que golpearían los costados o los flancos de su presa para arrancar una pedazo de carne. En las mismas capas en las que se encuentra Chenanisaurus, también se han encontrado restos de titanosáuridos , que habrían sido presas adecuadas. Los descriptores indicaron que en otros continentes anteriormente parte de Gondwana también muestran una combinación comparable de fauna de titanosáuridos y  abelisáuridos. El hallazgo de Chenanisaurus y estos fragmentos de titanosáuridos también indican que en África existía una fauna de abelisáuridos/titanosáuridos  justo antes del evento de extinción Cretácico Paleógeno, lo que sugiere que la asociación faunística de Gondwana fue relativamente estable hasta ese momento. Curiosamente, los restos de Chenanisaurus se encontraron en yacimientos marinos que comprenden la mayoría de las minas de fosfato de Sidi Chennane, lo que indica que, después de la muerte, el terópodo se había arrastrado al mar, donde el holotipo se fosilizó.